# Cinofobia

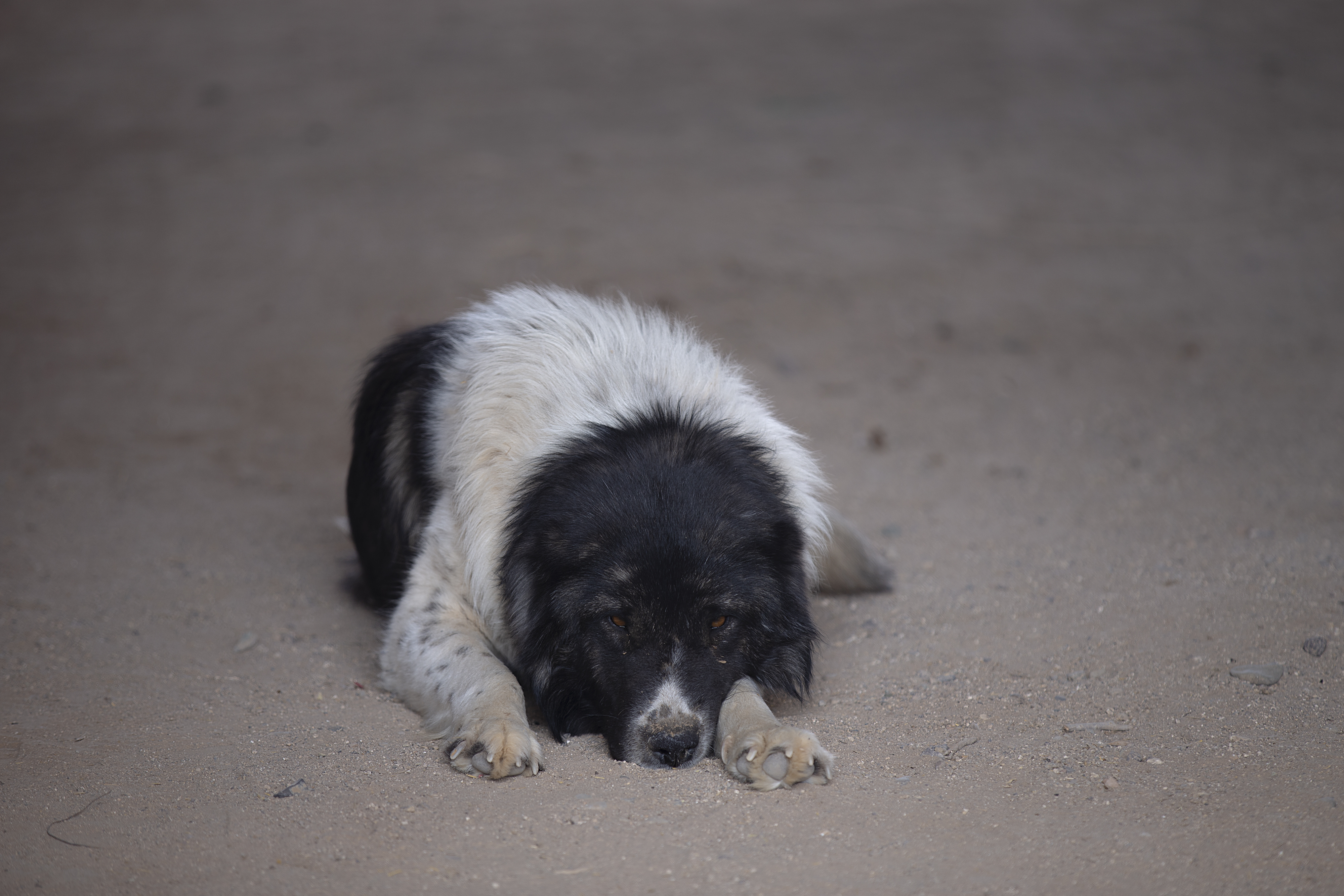
Un perro, animal objeto de la cinofobia.

La cinofobia (del griego kynós, "perro", y phobos, "miedo") es el miedo (fobia) irracional a los perros. En la mayoría de los casos este miedo es adquirido en la infancia. 
Según un estudio llevado a cabo en 1993, los niños expuestos tempranamente a situaciones inofensivas con perros desarrollan cierta resistencia a adquirir este miedo.
Se sabe que hay distintas manifestaciones de la cinofobia, como lo es temerle a todos los perros sin importar su tamaño, color o raza; o por el contrario tener un miedo particular a perros de determinadas características. Esto depende de la situación que se haya presentado para generar el estado de trauma.